# Piers Blaikie
Piers Macleod Blaikie (* 29. Januar 1942) ist ein britischer Geograph. Mit seiner Arbeit zu den Nutznießern von Bodenerosion in Nepal legte er 1985 mit den Grundstein für die Entwicklung der Politischen Ökologie.

## Leben
Piers Blaikie ging 2002 nach 30 Jahren aktiver Forschung zu Politischen, Ökologischen und Entwicklungsthemen in den Ruhestand. Zuletzt war er Professor an der School of International Development der University of East Anglia.
Nach seinem Studium der Geographie ab 1964 (Bachelor und Master) an der University of Cambridge wurde Blaikie dort 1971 promoviert. 1990 wurde er schließlich Professor und lehrte u. a. in Trondheim, Los Angeles, Berkeley Hawaii u. a. Er wurde 1999 in die Königlich Norwegische Wissenschaftliche Gesellschaft aufgenommen und erhielt 2009 die Ehrendoktorwürde der Technisch-Naturwissenschaftlichen Universität Norwegens.

## Politische Ökologie
Blaikie veröffentlichte 1985 in kleiner Auflage das Buch Political Economy of Soil Erosion in Developing Countries. Er argumentiert darin, das Problem der Bodenerosion in Entwicklungsländern (heute als Globaler Süden bezeichnet) sollte nicht nur vor dem Hintergrund von Missmanagement, Überbevölkerung oder Umweltgegebenheiten betrachtet werden. Viel häufiger spielten Effekte der Politischen Ökonomie die wichtigere Rolle. Anhand einer Untersuchung der bäuerlichen Landwirtschaft in Nepal stellt er dar, dass die problematischen Umweltverhältnisse auf den Machtstrukturen beruhen und eine Verbesserung nur dann passieren wird, wenn es die Profitinteressen der Herrschenden Klasse nicht ernstlich gefährdet. Blaikie schrieb darin: "A principal conclusion of this book is that soil erosion in lesser developed countries will not be substantially reduced unless it seriously threatens the accumulation possibilities of the dominant classes" (Seite 147).
Blaikie rückte die Strukturen von Macht-, Ökonomie- und Dominanzstrukturen bei der Untersuchung von Natur- und Umweltzerstörung in den Ländern des Globalen Südens in den Mittelpunkt und legte damit den Grundstein für eine politisch-kritische Betrachtung von Umwelt- und Naturfragen. Die eher von kulturwissenschaftlichen und ethnologischen Theorien geprägte Herangehensweise der herkömmlichen (Human-)Geographie bei ihrer Betrachtung des "Mensch-Umwelt" oder "Mensch-Natur"-Verhältnisses wurde damit in Kontakt mit geopolitischen Real-World Problemen gebracht.
Blaikie forschte weiter in der politischen Landwirtschafts-Ökonomie, Policy Analysis und zu Themen wie AIDS/HIV in Afrika. Seine regionalen Schwerpunkte sind Indien, Nepal und das südliche Afrika.

## Veröffentlichungen
Piers Blaikie ist Co-Autor von 17 Büchern und Monographien und schrieb diverse Buchbeiträge und Fachartikel zur politischen Ökologie und Umweltpolitik. Zu seinen wichtigsten Veröffentlichungen zählen:
- (2007) Forests, People and Power: the Political Ecology of Reform in South Asia. Hrsg. Springate-Baginski und Blaikie. Earthscan, London and Sterling, VA.
- (2003) At Risk: Natural Hazards, People’s Vulnerability and Disasters. Ben Wisner, Piers Blaikie, Terry Cannon und Ian Davis. London, Routledge.
- (1987) Land Degradation and Society. Piers Blaikie und Harold Brookfield. Methuen.
- (1985) Political Economy of Soil Erosion in Developing Countries. Longman Development Series, Nr. 1, Longman, London, 188 S. Nachdruck: Pearson Education, 2000.